# Грамада (община)
Вижте пояснителната страница за други значения на Грамада.
Община Грамада се намира в Северозападна България и е една от съставните общини на област Видин. Общинският център е гр. Грамада.

## География

### Географско положение, граници, големина
Общината е разположена в централната част на област Видин. С площта си от 184,213 km2 заема 9-о място сред 11-те общините на областта, което съставлява 6,03% от територията на областта. Границите ѝ са следните:
- на изток – община Видин;
- на югоизток – община Димово;
- на юг – община Макреш;
- на северозапад – община Кула.

### Релеф, води
Релефът на общината е предимно слабо хълмист. Територията ѝ попада в северозападната част на Западната Дунавска равнина. Основната характеристика на релефа са обширните междудолинни гърбици, които са заравнени или слабо наклонени, а между тях са разположени дълбоко всечените долини на реките Войнишка и Видбол (десни притоци на Дунав) и техните притоци. Като цяло теренът се понижава от югозапад на североизток. Най-високата точка на общината се намира в най-западната ѝ част, северозападно от село Бранковци, на границата с община Кула – 314 m н.в., а най-ниската точка – на противоположния североизточен край, в коритото на Войнишка река – 74 m н.в.
Общината попада в два водосборни басейна – на реките Войнишка и Видбол, които протичат през нея от югозапад на североизток със средните си течения в дълбоко всечени долини със стръмни склонове. На някои от техните притоци са изградени няколко микроязивира, по-големи от които са „Фарфун“ (южно от град Грамада) и „Тошевци“ (югозападно от село Тошевци).

## Населени места
Общината има 8 населени места с общо население 1345 жители по преброяването от 7 септември 2021 г.
| Населено място (старо име)                                              | Преброяване (от септември 2021) | По настоящ адрес (ГРАО от 15 септември 2024) | Площ (km²) | Гъстота (д/km²) | Надморска височина (м) |
| ----------------------------------------------------------------------- | ------------------------------- | -------------------------------------------- | ---------- | --------------- | ---------------------- |
| Бояново                                                                 | 7                               | 5                                            | 6,010      | 0.83            | 221                    |
| Бранковци                                                               | 61                              | 71                                           | 22,609     | 3.14            | 208                    |
| Водна                                                                   | 37                              | 53                                           | 18,143     | 2.92            | 214                    |
| Грамада                                                                 | 1013                            | 1177                                         | 65,807     | 17.89           | 0                      |
| Медешевци                                                               | 36                              | 57                                           | 17,602     | 3.24}}          | 156                    |
| Милчина лъка                                                            | 36                              | 37                                           | 11,453     | 3.23            | 206                    |
| Срацимирово (Гол тупан)                                                 | 36                              | 41                                           | 13,165     | 3.11            | 140                    |
| Тошевци (Урбабинци)                                                     | 119                             | 180                                          | 29,424     | 6.12            | 263                    |
| Общо за общината:                                                       | 1345                            | 1621                                         | 184,213    | 8.8             |                        |
| Населените места с кмет са със зелен фон, а тези без кметство – с жълт. |                                 |                                              |            |                 |                        |

### Административно-териториални промени
- МЗ № 1966/обн. 16.11.1935 г. – преименува с. Гол тупан на с. Срацимирово;
- МЗ № 593/обн. 03.04.1945 г. – признава н.м. Бенчовица за с. Бояново;

– признава н.м. Исланица за с. Милчина лъка;
- Указ № 663/обн. 29.12.1950 г. – преименува с. Урбабинци на с. Тошевци;
- Указ № 546/обн. 15.09.1964 г. – признава с. Грамада за с.гр.т. Грамада;
- Указ № 1942/обн. 17.09.1974 г. – признава с.гр.т. Грамада за гр. Грамада;
- Указ № 3305/обн. Дв бр. 78/09.10.1987 г. – заличава община Дунавци и присъединява селата Медешевци и Милчина лъка и техните землища към община Грамада;

## Население
| Община Грамада                                | Община Грамада | Община Грамада | Община Грамада | Община Грамада | Община Грамада | Община Грамада | Община Грамада | Община Грамада | Община Грамада | Община Грамада | Община Грамада |
| --------------------------------------------- | -------------- | -------------- | -------------- | -------------- | -------------- | -------------- | -------------- | -------------- | -------------- | -------------- | -------------- |
| Година                                        | 1934           | 1946           | 1956           | 1965           | 1975           | 1985           | 1992           | 2001           | 2011           | 2021           |                |
| Население                                     | 10814          | 11096          | 10502          | 8199           | 6100           | 4818           | 4126           | 3196           | 2007           | 1345           |                |
| Източници: Национален Статистически Институт, |                |                |                |                |                |                |                |                |                |                |                |

### Население по възраст
| Население по възрастови групи към септември 2021 година | Население по възрастови групи към септември 2021 година | Население по възрастови групи към септември 2021 година | Население по възрастови групи към септември 2021 година | Население по възрастови групи към септември 2021 година | Население по възрастови групи към септември 2021 година | Население по възрастови групи към септември 2021 година | Население по възрастови групи към септември 2021 година | Население по възрастови групи към септември 2021 година | Население по възрастови групи към септември 2021 година | Население по възрастови групи към септември 2021 година | Население по възрастови групи към септември 2021 година | Население по възрастови групи към септември 2021 година | Население по възрастови групи към септември 2021 година | Население по възрастови групи към септември 2021 година | Население по възрастови групи към септември 2021 година | Население по възрастови групи към септември 2021 година | Население по възрастови групи към септември 2021 година | Население по възрастови групи към септември 2021 година |
| ------------------------------------------------------- | ------------------------------------------------------- | ------------------------------------------------------- | ------------------------------------------------------- | ------------------------------------------------------- | ------------------------------------------------------- | ------------------------------------------------------- | ------------------------------------------------------- | ------------------------------------------------------- | ------------------------------------------------------- | ------------------------------------------------------- | ------------------------------------------------------- | ------------------------------------------------------- | ------------------------------------------------------- | ------------------------------------------------------- | ------------------------------------------------------- | ------------------------------------------------------- | ------------------------------------------------------- | ------------------------------------------------------- |
| Общо                                                    | 0 – 4                                                   | 5 – 9                                                   | 10 – 14                                                 | 15 – 19                                                 | 20 – 24                                                 | 25 – 29                                                 | 30 – 34                                                 | 35 – 39                                                 | 40 – 44                                                 | 45 – 49                                                 | 50 – 54                                                 | 55 – 59                                                 | 60 – 64                                                 | 65 – 69                                                 | 70 – 74                                                 | 75 – 79                                                 | 80 – 84                                                 | 85+                                                     |
| 1345                                                    | 38                                                      | 38                                                      | 39                                                      | 33                                                      | 27                                                      | 34                                                      | 35                                                      | 39                                                      | 52                                                      | 57                                                      | 82                                                      | 103                                                     | 80                                                      | 136                                                     | 239                                                     | 164                                                     | 93                                                      | 56                                                      |

### Етнически състав
| Етноси в община Грамада (2011) | Етноси в община Грамада (2011) | Етноси в община Грамада (2011) | Етноси в община Грамада (2011) | Етноси в община Грамада (2011) |
| ------------------------------ | ------------------------------ | ------------------------------ | ------------------------------ | ------------------------------ |
| Етническа група                |                                |                                | процент                        |                                |
| българи                        | българи                        |                                | 98.29%                         | 98.29%                         |
| цигани                         | цигани                         |                                | 1.26%                          | 1.26%                          |
| други и неопределени           | други и неопределени           |                                | 0%                             | 0%                             |

По етническа група от общо 1985 самоопределили се (към 2011 година):
- българи: 1951
- цигани: 25
- други: 0
- неопределени: 0

## Икономика

### Дърводобив
| Землище      | Местности                                         | Акация | Благун | Бук  | Габър | Дъб   | Зимен дъб | Келяв габър | Клен  | Космат дъб | Мъждрян | Сребролистна липа | Цер     | Ясен | Общо    |
| ------------ | ------------------------------------------------- | ------ | ------ | ---- | ----- | ----- | --------- | ----------- | ----- | ---------- | ------- | ----------------- | ------- | ---- | ------- |
| Бояново      | Ясовица                                           | 0      | 42,43  | 6,33 | 0,83  | 14,03 | 0         | 3,85        | 0     | 0          | 1,1     | 0                 | 280,5   | 0    | 349,07  |
| Бранковци    | Влашки дол, Китката, Смърдля, Турлите             | 189,63 | 124,87 | 0    | 0     | 0     | 0         | 0           | 0     | 0          | 0       | 0                 | 211,5   | 0    | 526     |
| Водна        | Божурица, Лозарски дол, Рога, Стаменица           | 0      | 91,92  | 0    | 3,03  | 0     | 0         | 6,05        | 34,65 | 0          | 3,82    | 0                 | 1025,97 | 0    | 1165,44 |
| Грамада      | Видбол, Ясовица                                   | 0      | 40,94  | 0    | 0     | 0     | 0         | 2,2         | 0,55  | 13,31      | 0,55    | 0                 | 171,91  | 0,55 | 230,01  |
| Медешевци    | Богданци, Врачовото, Кончовица, Съботинка, Церака | 47,87  | 14,85  | 3,3  | 5,78  | 12,93 | 1,1       | 0           | 2,2   | 21,19      | 6,33    | 3,85              | 131,46  | 0    | 250,86  |
| Милчина лъка | Дункувица, Дълбоки дол, Липака                    | 0      | 7,15   | 0    | 5,5   | 2,2   | 9,07      | 2,09        | 1,1   | 2,76       | 9,24    | 3,57              | 25,13   | 0    | 67,81   |
| Срацимирово  | Балом, Дичин дол                                  | 0      | 4,4    | 0    | 0     | 11    | 0         | 0           | 0     | 0          | 0       | 0                 | 220,56  | 0    | 235,96  |
| Тошевци      | Вълчешки дол, Лицето                              | 5,5    | 198,61 | 0    | 5,5   | 0     | 0         | 0           | 4,95  | 0          | 0       | 4,95              | 158,87  | 3,14 | 381,52  |
| ОБЩО:        |                                                   | 243    | 525,17 | 9,63 | 20,64 | 40,16 | 10,17     | 14,19       | 43,45 | 37,26      | 21,04   | 12,37             | 2225,9  | 3,69 | 3206,67 |

|              | Едра   | Едра   | Едра  | Едра  | Средна | Средна | Средна | Общо /едра и средна/ |
| Землище      | Акация | Благун | Цер   | Общо  | Благун | Цер    | Общо   |                      |
| ------------ | ------ | ------ | ----- | ----- | ------ | ------ | ------ | -------------------- |
| Бояново      | 0      | 0      | 0     | 0     | 0      | 0      | 0      | 0                    |
| Бранковци    | 1,02   | 0      | 0     | 1,02  | 0      | 0      | 0      | 1,02                 |
| Водна        | 0      | 13,42  | 36,52 | 49,94 | 6,6    | 50,4   | 57     | 106,94               |
| Грамада      | 0      | 0      | 0     | 0     | 0      | 0      | 0      | 0                    |
| Медешевци    | 0      | 0      | 0     | 0     | 0      | 0      | 0      | 0                    |
| Милчина лъка | 0      | 0      | 0     | 0     | 0      | 0      | 0      | 0                    |
| Срацимирово  | 0      | 0      | 0     | 0     | 0      | 0      | 0      | 0                    |
| Тошевци      | 0      | 0      | 0     | 0     | 0      | 0      | 0      | 0                    |
| ОБЩО:        | 1,02   | 13,42  | 36,52 | 50,96 | 6,6    | 50,4   | 57     | 107,96               |

## Кметове
- 2019 – Милчо Петров Башев (Нова алтернатива и ВОЛЯ) печели на първи тур със 73,75% срещу Николай Пламенов Иванов (ГЕРБ) с 18,17%.
- 2015 – Милчо Петров Башев (НФСБ) печели на втори тур с 55,53% срещу Николай Любенов Гергов (МК „Бъдеще за Грамада“ - БДЦ, НДСВ, Народен съюз, КП „Реформаторски блок“) с 44,47%.
- 2011 – Николай Любенов Гергов (НДСВ) печели на втори тур с 55,25% срещу Радослав Митков Рангелов (КП „Коалиция за Грамада“ - СДС, ЗНС, Обединен блок на труда - българските лейбъристи, ДСБ) с 44,75%.
- 2007 – Николай Любенов Гергов (НДСВ) печели на втори тур с 65,33% срещу Веса Аврамова Микова (Българска социалдемокрация) с 34,67%.
- 2003 – Веса Аврамова Микова (Българска социалдемокрация) печели на втори тур с 52% срещу Нешо Нейков (БСП).
- 1999 – Нешо Нейков (БСП) печели на втори тур с 51% срещу Димитър Миков (независим).
- 1995 – Нешо Нейков (Предизборна коалиция БСП, БЗНС Александър Стамболийски, ПК Екогласност) печели на първи тур с 66% срещу Андрей Андреев (Народен съюз).

## Транспорт
През общината преминават частично 4 пътя от Републиканската пътна мрежа на България с обща дължина 41,8 km:
- последният участък от 15,2 km от Републикански път III-141 (от km 11,9 до km 27,1);
- началният участък от 11,3 km от Републикански път III-1411 (от km 0 до km 11,3);
- началният участък от 6,2 km от Републикански път III-1412 (от km 0 до km 6,2);
- началният участък от 9,1 km от Републикански път III-1413 (от km 0 до km 9,1).

## Топографска карта
- Лист от карта K-34-10. Мащаб: 1 : 100 000.